# Damatrios (Monat)
Damatrios (altgriechisch Δαμάτριος) ist ein Monat in mehreren griechischen Kalendern.
Inschriftlich ist er vielfach für den böotischen Kalender bezeugt, erscheint aber auch im arkadischen, westgriechischen und kretischen Kalender.
Im böotischen Jahr war er der elfte Monat nach dem Pamboiotios und vor dem Alalkomenios, im julianischen Kalender entspricht ihm ungefähr der Monat November. In einer Inschrift einer unbekannten Polis aus Arkadien erscheint er an vierter Stelle zwischen dem Panios und dem Badromios, seine Verortung im Jahr ist jedoch schwierig. Zum einen gibt nur der siebte Monat Krokagorios einen Hinweis auf seine Stellung im Jahr, da es sich um den Erntemonat des Safran, wahrscheinlich den Oktober, handelt. Zum anderen enthält der überlieferte Kalender mit dreizehn Monaten ein Jahr mit Schaltmonat, ohne kenntlich zu machen, welcher Monat dies ist. Es handelt sich beim arkadischen Damatrios jedenfalls um einen Sommermonat. Für Westgriechenland ist eine Reihe von Finanzurkunden aus Lokroi Epizephyrioi bekannt, in denen der Damatrios gemeinsam mit anderen Monaten vorkommt. Es konnte erschlossen werden, dass er hier nach dem Agreios und vor dem Herakleios stand, seine Stellung im Jahr ist unklar. Auf Kreta ist der Damatrios als einziger Monatsname in einem Kultgesetz aus Eleutherna enthalten, weitere Aussagen zu ihm sind wegen des einmaligen Vorkommens und der Komplexität des kretischen Kalenderwesens nicht möglich.